# Шарон-Спрінгс (Нью-Йорк)
Шарон-Спрінгс (англ. Sharon Springs) — селище (англ. village) в США, в окрузі Скогарі штату Нью-Йорк. Населення — 483 особи (2020). За даними Бюро перепису населення США місто Шарон-Спрінгс має загальну площу в 4,7 квадратних кілометрів та розташоване на висоті 336 метрів над рівнем моря.
Назва місту дано першими поселенцями за найменуванням свого рідного міста Шарон у штаті Коннектикут. Друга частина назви обумовлена наявністю в місті кількох струмків (англ. spring).

## Географія
Шарон-Спрінгс розташований за координатами 42°47′35″ пн. ш. 74°36′46″ зх. д. / 42.79306° пн. ш. 74.61278° зх. д. (42.793006, -74.612835). За даними Бюро перепису населення США в 2010 році селище мало площу 4,73 км², уся площа — суходіл.

## Демографія
Згідно з переписом 2010 року, у селищі мешкало 558 осіб у 232 домогосподарствах у складі 130 родин. Густота населення становила 118 осіб/км². Було 299 помешкань (63/км²).
Расовий склад населення:
| - 94,6 % — білих - 1,4 % — азіатів - 0,7 % — чорних або афроамериканців - 0,2 % — корінних американців - 1,6 % — осіб інших рас |

До двох чи більше рас належало 1,4 %. Частка іспаномовних становила 4,3 % від усіх жителів.
За віковим діапазоном населення розподілялося таким чином: 21,9 % — особи молодші 18 років, 58,9 % — особи у віці 18—64 років, 19,2 % — особи у віці 65 років та старші. Медіана віку мешканця становила 42,6 року. На 100 осіб жіночої статі у селищі припадало 100,7 чоловіків; на 100 жінок у віці від 18 років та старших — 94,6 чоловіків також старших 18 років.
Середній дохід на одне домашнє господарство становив 54 819 доларів США (медіана — 46 875), а середній дохід на одну сім'ю — 77 507 доларів (медіана — 65 625). Медіана доходів становила 50 556 доларів для чоловіків та 41 389 доларів для жінок. За межею бідності перебувало 15,6 % осіб, у тому числі 30,9 % дітей у віці до 18 років та 13,1 % осіб у віці 65 років та старших.
Цивільне працевлаштоване населення становило 281 особа. Основні галузі зайнятості: роздрібна торгівля — 18,1 %, освіта, охорона здоров'я та соціальна допомога — 16,0 %, мистецтво, розваги та відпочинок — 12,5 %, фінанси, страхування та нерухомість — 10,0 %.